# Neonrør
Et massefremstillet hvidt gasudladningsrør til belysning kaldes et lysstofrør (se dette).
Et neonrør er et gasudladningsrør og er en massebetegnelse for lyskilder. Lysstofrør omsætter elektrisk energi til lysenergi og er derfor en transducer.
Et neonrør fungerer ved, at en gas af kviksølvdampe og ædelgas i et glasrør udsender synligt lys og/eller ultraviolet stråling pga. en vedvarende elektrisk udladning.
Rigtige neonrør med ædelgassen neon udsender altid rødt lys.
Mange forskellige farver kan fås ved at benytte ædelgassen argon, tilsætte en dråbe kviksølv og beklæde indersiden af røret med fluorescerende stoffer. Strengt taget er sådanne gasudladningsrør lysstofrør, men i dag klassificeres de farvede rør som neonrør. Dertil kommer ca. 20 forskellige farver filterglas.
Hvis neonrørets katode ikke opvarmes (koldkatode), er det ofte nødvendigt med højere spændinger.

## Historie
Den serbisk-amerikanske opfinder Nikola Tesla udstillede i 1893 lamper af neonrør på Verdensudstillingen i Chicago 1893. Opfindelsen af neon-skilte, som vi kender dem i dag, tilskrives franskmanden Georges Claude, som fremstillede det første i 1902. I 1910 udstillede Claude et skilt fremstillet af to godt 10 m lange rør, og i 1912 solgte Claudes kompagnon det første skilt til en parisisk barber. Året efter kunne forbipasserende på Champs-Élysées i lysenes by beundre en reklame for den italienske vermouth Cinzano. Bogstaverne var en meter høje.
I 1923 solgte Claudes firma de første neonrør til en amerikansk kunde, en Packard-bilhandler i Los Angeles. Det fortælles at gaderne blev fyldt af måbende forbipasserede, som ville beundre den ”flydende ild”, som neonrør hed i folkemunde.

## Historie i Danmark
Der skulle gå to år mere, før den første neonreklame blev monteret i Danmark. Det var bare fire lange røde lodrette striber bestilt af Alexandra teateret i Nygade i København.
De blev produceret i Tyskland og Frankrig, da der først blev produceret neonrør i Danmark i 1929. De nye rør blev hurtig meget populære pga. lang levetid og lavt strømforbrug.
Året efter opførtes Carlsberg Obelisken, der med 198 rødtlysende 2 m lange neonrør kunne ses over hele byen. Den var 76 m over havet og kunne ses fra Fehmarn og blev brugt til at navigere efter af flytrafikken.
I 30'erne gik det stærkt i Danmark: i 1928 blev der  monteret fem neonskilte, i 1935 over 500. Af de vigtige eksisterende reklamer fra 30'erne er Irmahønen ved Søerne (Dronning Louises Bro) og termometeret/cykelpigen på Richshuset på Rådhuspladsen i København.

## Fremstilling
Neonrør fremstilles ved at varme glasrør op til ca. 800 grader og bukke dem i den ønskede form. Derefter varmes røret på en vakuumpumpe til ca. 300 grader og der suges højvakuum på røret(10-3). Røret fyldes med mellem 9 og 16 milibar ædelgas som neon, helium, argon, krypton og xenon. Trykket i røret afhænger af glasrørets diameter, der svinger mellem 10 og 22 mm. Stor diameter = lavt tryk. Hvis man leder en elektrisk strøm gennem røret, udsender gassen lys (gasudladningsrør). Lysets farve afhænger af den valgte gas' spektrum, se billederne nedenfor.
- "Neonrør" med primært helium som lysgivende gas, formet som heliums grundstofsymbol, He.
- Ægte neonrør med primært neon som lysgivende gas, formet som neons grundstofsymbol, Ne. Mest anvendt.
- "Neonrør" med primært argon som lysgivende gas, formet som argons grundstofsymbol, Ar.
- "Neonrør" med primært krypton som lysgivende gas, formet som kryptons grundstofsymbol, Kr.
- "Neonrør" med primært xenon som lysgivende gas, formet som xenons grundstofsymbol, Xe.

- Wikimedia Commons har flere filer relateret til "Neon" skilte